# پناهگاه صخره‌ای کوه یتیم
پناهگاه صخره‌ای کوه یتیم مربوط به دوران فرادیرینه‌سنگی است و در شهرستان استهبان، بخش مرکزی، ۲/۴ کیلومتری شرق شهر ایج، ۵۰۰ متری جنوب جاده داراب، ایچ، دامنه کوه یتیم واقع شده و این اثر در تاریخ ۱۸ شهریور ۱۳۸۷ با شمارهٔ ثبت ۲۳۳۹۳ به‌عنوان یکی از آثار ملی ایران به ثبت رسیده است.